# مانويل روتشا دياز
مانويل روتشا دياز (بالإسبانية: Manuel Rocha Díaz)‏ هو مهندس معماري مكسيكي، ولد في 1936، وتوفي في 1996.